# Tom Old Boot
Tom Old Boot byl francouzský němý film z roku 1896. Režisérem byl Georges Méliès (1861–1938). Film je považován za ztracený.

## Děj
Film zachycoval Toma Olda Boota, jak v Mélièsově divadelním sále Théâtre Robert-Houdin hraje coby „americký trpaslík“. Představení mělo velký úspěch, zejména u dětí v publiku.